# 유건우
유건우(1983년 9월 25일 ~ )는 대한민국의 배우이다.

## 학력
- 국민대학교 연극영화과

## 출연작

### 드라마
- 《별똥별》 (2022년, tvN) - 박한석 역
- 《마녀식당으로 오세요》 (2021년, TVING) - 정한양 역
- 《메모리스트》 (2020년, tvN) - 우석도 역
- 《미스트리스》 (2018년, OCN) - 요리 프로그램 PD 역
- 《내성적인 보스》 (2017년, tvN) - 곽비서 역
- 《대풍수》 (2012년, SBS)

### 연극
- 《셰익스피어의 네 남자》
- 《월남스키부대》
- 《라이어》
- 《목포의 마백수》
- 《작업의 정석》
- 《예수와 함께한 저녁식사》
- 《훈남들의 수다》
- 《오월엔 결혼할꺼야》
- 《잇츠유》
- 《칼의 노래》

### 광고
- 《젝시오 골프웨어》
- 《삼성 패밀리 허브》
- 《현대자동차》
- 《현대해상》
- 《ABC마트》
- 《홈플러스》
- 《삼성 공기청정기》
- 《불스원미러》
- 《쉐보레》
- 《KDB대우증권》
- 《LG U+》
- 《삼성 애니카다이렉트》
- 《삼성생명》
- 《대한항공》
- 《보건복지부 금연광고》
- 《네스프레소》
- 《신한카드》
- 《힐스테이트》
- 《박카스》
- 《경동나비엔》